# René Redzepi
Rene Redzepi (født 16. december 1977 i København) er en dansk køkkenchef samt medejer af restauranten Noma, der i 2007 og 2021 opnåede at blive tildelt henholdsvis 2 og 3 stjerner i Michelinguiden, og blev kåret til verdens 3. bedste restaurant i 2009, og verdens bedste i 2010, 2011, 2012, 2014 og 2021.

## Karriere
Redzepi er uddannet kok fra restaurant Pierre André i København og har arbejdet på Kong Hans Kælder, El Bulli (Spanien) og The French Laundry (USA). Rene Redzepi er en af Skandinaviens mest anerkendte kokke, bl.a. på grund af sit arbejde med det nordiske køkken. Han er ambassadør for Nordisk Ministerråds program Ny Nordisk Mad. Ny Nordisk Mad er et nordisk samarbejde, der skal  synliggøre værdien af nordisk madkultur og nordiske råvarer.
Restaurant Noma og Rene Redzepi blev i 2008 portrætteret i DR1 dokumentaren Noma på Kogepunktet, hvor den barske tone i køkkenet vakte stor opsigt og debat.
Rene Redzepis efternavn er albansk, da han er søn af en albansk far fra Nordmakedonien og en dansk mor.
I 2012 kom han på Time Magazines liste over den 100 mest indflydelsesrige personer i verden.
Den 26. marts 2012 var han på forsiden at tre regionale udgaver af Time Magazine med titlen Locavore hero.
I maj 2016 blev Rene Redzepi tildelt Ridderkorset af Dannebrog.